# Гудьир, Чарльз

Чарльз Гудьир на картине «Люди прогресса»

Чарльз Нельсон Гудьир (другие варианты написания — Гудйир, Гудиер, англ. Charles Nelson Goodyear, 29 декабря 1800 — 1 июля 1860) — американский изобретатель, который первый запатентовал вулканизацию каучука (1844 год). Существуют современные доказательства того, что мезоамериканцы использовали стабилизированный каучук для производства мячей и других объектов ещё в 1600 году до н. э.
Гудьир открыл вулканизацию случайно после пятилетнего поиска стабильного каучука.

## Ранние годы жизни
Чарльз Гудьир родился в городе Нью-Хейвен (штат Коннектикут) в семье Амаса Гудьира. Он был самым старшим из шести детей. Его отец гордился тем, что являлся потомком Стефана Гудьира, одного из основателей колонии Нью-Хейвен в 1638 году.
В 1814 году Чарльз уехал в Филадельфию изучать скобяное дело. Он усердно работал, пока ему не исполнился 21 год, и затем, вернувшись в Коннектикут, стал партнёром отца по бизнесу. Они совместно производили не только костяные и металлические пуговицы, но и также разнообразные сельскохозяйственные инструменты.

## Женитьба и начало карьеры
В августе 1824 года он женился на Клариссе Бичер, женщине с необыкновенно сильным характером и добрым нравом. Она являлась для него одной из самых серьёзных опор в жизни.
Два года спустя семья переехала в Филадельфию, где Чарльз открыл скобяной магазин. Именно там он делал большую часть своей работы. Его специализацией были ценные сельскохозяйственные инструменты, и после того как прошло первое недоверие к товарам, изготовленным кустарным способом, — поскольку все сельскохозяйственные инструменты ввозились из Англии в то время, — его бизнес стал достаточно успешным.
Бизнес продолжал расти. Однако между 1829 и 1830 гг. его здоровье пошатнулось, у него начались проблемы с пищеварением. В то же время обанкротились некоторые торговые дома, что серьёзно подорвало его бизнес. Однако они ещё продолжали бороться некоторое время, но, в конце концов, им пришлось сдаться.
Именно в это время Гудьир узнал о каучуке и очень тщательно изучал каждую газетную статью, имеющую отношение к этому новому материалу. В компании Roxbury Rubber Company в Бостоне некоторое время проводили эксперименты с каучуковой смолой и полагали, что они нашли способ производства товаров из неё. У них был большой завод, и они отправляли товары по всей стране. Некоторые товары этой фирмы как раз и привлекли внимание Гудьира. Вскоре после этого он поехал в Нью-Йорк, где заинтересовался индивидуальными спасательными средствами. Его поразило то, что трубка, используемая для надувания, была не только неэффективной, но ещё и ненадежной. Так что по возвращении в Филадельфию он сделал несколько трубок, отвёз их в Нью-Йорк и показал управляющему Roxbury Rubber Company.
Управляющий остался доволен тем мастерством, которое Гудьир проявил в производстве трубок. Он признался Гудьиру, что бизнес был на грани краха, и что его изделие нужно тестировать в течение года, чтобы определить, пригодно оно или нет. К сожалению, товары на тысячи долларов, которые, как предполагалось, были хорошего качества, возвращались из-за того, что каучук портился, делая их непригодными. Гудьир тут же решил проэкспериментировать с каучуком собственного производства и посмотреть, сможет ли он решить проблемы, возникающие при производстве каучуковых изделий.
Однако, когда он вернулся в Филадельфию, он был помещён под арест из-за исков кредиторов. Именно в тюрьме он попытался провести первые эксперименты с индийским каучуком, который в то время был недорогим. Он подумал, что если каучук является от природы клейким веществом, то его можно смешать с сухим порошком, который устранит его клейкость. Нагревая каучук с некоторым количеством магнезии, Гудьир получил красивое белое соединение, которое, по-видимому, не обладало чрезмерной пластичностью.
Он подумал, что раскрыл секрет, и благодаря щедрости друзей смог улучшить своё изобретение в Нью-Хейвене. Первой вещью, которую он сделал, были туфли. Гудьир проводил дробление, каландрование и вулканизацию в собственном доме, при помощи жены и детей. Его соединение состояло из индийского каучука, сажи, магнезии. Смесь растворялась в скипидаре и наносилась на фланелевую ткань, которая служила прокладкой для обуви. Вскоре, однако, он обнаружил, что каучук, обработанный даже таким способом, оставался мягким. Его кредиторы, совершенно разочарованные, решили, что они больше не будут помогать ему проводить исследования.
Гудьир, однако, не собирался останавливаться в экспериментах. Распродав мебель и отправив семью в пансион, он отправился в Нью-Йорк и на чердаке вместе с другом-аптекарем продолжил эксперименты. Его следующим шагом было смешать каучук с магнезией и затем нагреть его до кипения в растворе негашеной извести. Казалось, это решило проблему. За границей сразу заметили, что ему удалось устранить липкость индийского каучука, — так он получил международное признание. Казалось, что перед ним открывается широкая дорога к успеху, пока однажды он не заметил, что капля слабой кислоты при попадании на ткань нейтрализовала щёлочь и тут же опять вызывала размягчение каучука. Это убедительно продемонстрировало Гудьиру, что его способ обработки каучука был не совсем удачным. И тогда он продолжил эксперименты. Сначала он готовил свои смеси на чердаке в Нью-Йорке, и затем шёл три мили на мельницу в Гринвич-Виллидж, чтобы проводить разные опыты.
Гудьир часто раскрашивал каучуковые образцы. Однажды, когда он пытался удалить бронзовую краску с помощью азотной кислоты, он обнаружил, что под воздействием азотной кислоты каучук становился таким же мягким и сухим, как ткань. Он получил много продуктов с ценными свойствами с помощью кислотной вулканизации.
Воздействие жёстких химикатов, таких как азотная кислота и оксид цинка, отрицательно повлияло на его здоровье. Однажды Гудьир даже надышался газом в лаборатории. Он выжил, но жизнь его тогда висела на волоске.
Вместе со старинным партнёром по бизнесу он построил фабрику и начал производить одежду, средства индивидуальной защиты, резиновую обувь и огромное разнообразие резиновых товаров. У них также была ещё одна большая фабрика со специальным оборудованием, построенная на Статен-Айленде, куда он перевёз семью и где наконец у него появился собственный дом. Приблизительно в то время, когда всё казалось великолепным, наступил финансовый кризис 1837 года, который разорил бизнес Гудьира.
После этого он поехал в Бостон, где познакомился с Хаскинсом из Roxbury Rubber Company. Он стал хорошим другом Чарльза Гудьира, одалживал ему деньги и поддерживал его, когда все отворачивались от изобретателя. Человек по имени Шаффи был также чрезвычайно добр, всегда готовый выслушать его планы и помочь ему материально. Приблизительно в то же время Шаффи пришла идея, что большая часть проблем, которые возникали при работе с индийским каучуком, возможно, были вызваны растворителем. Тогда он изобрёл огромную машину для размешивания механическим способом. Товары, приготовленные таким образом, красиво выглядели, и казалось, что все трудности уже позади.
Гудьир открыл новый метод для производства резиновой обуви и получил патент, который продал компании «Провиденс». Однако было обнаружено, что этот метод не позволяет перерабатывать каучук так, чтобы он противостоял высоким и низким температурам, сохраняя жёсткость.

## Процесс вулканизации

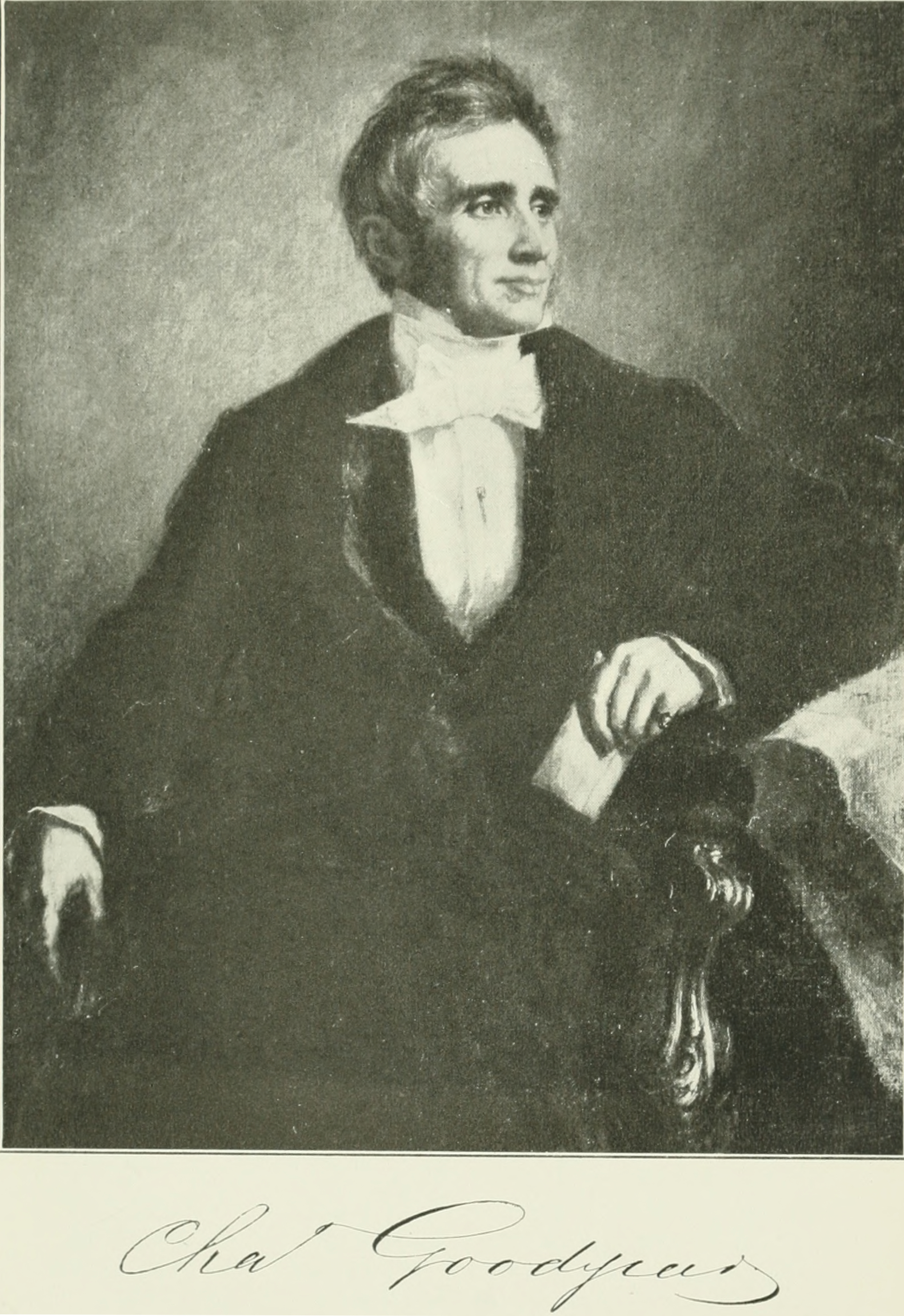
Рисунок Г. П. Хэли

В 1838 году в Вуберне (штат Массачусетс) Гудьир встретил Натаниэля Хэйворда, владельца местного завода. Некоторое время спустя Гудьир сам перебрался в Вуберн, где также продолжал свои эксперименты. Его очень заинтересовали эксперименты Хэйворда по осушению каучука с помощью серы.
Детали знаменитого открытия Чарльза Гудьира описаны им же самим в книге «Gum Elastic and Its Varieties, with a detailed account of its application and uses and of the Discovery of Vulcanization». Возможно, из-за скромности или следуя негласной традиции в научном мире, Гудьир упоминал о себе в разговорах как о третьем лице. Возможно и то, что он поступал так, дабы никоим образом не показаться хвастливым человеком и иметь возможность слышать беспристрастные мнения людей.
Некоторые утверждают (Дэмиан Фрэнсис Маллин), что Гудьир проводил эксперимент со смесью каучука с серой на открытом пламени, в котором наблюдал то, что каучук не плавился как обычно, а обугливался, и на краях обугленных областей были превосходно завулканизировавшиеся участки. Другой источник утверждает, что каучуковая смесь случайно попала на горячую плиту. Ключевым открытием было то, что при нагревании натурального каучука и серы получается вулканизированный каучук.
Сам Гудьир допускал, что процесс вулканизации был открыт не как результат применения классического научного метода, однако изобретатель утверждал, что это не было и случайностью. Скорее, результатом экспериментальной деятельности и наблюдений.
Теперь Гудьир был уверен, что он нашёл ключ к запутанной головоломке, над которой он работал много лет. Чтобы собрать капитал, он рассказал обо всём друзьям, но те были уже наслышаны о его многочисленных провалах. На протяжении ряда лет он боролся, экспериментировал и работал в одиночку. Его семья вместе с ним переживала все тяготы чрезвычайно бедной жизни. Наконец, он поехал в Нью-Йорк и показал некоторые из его образцов Вильяму Райдеру, который вместе со своим братом Эмори высоко оценил открытие и начал внедрять его в производство. Но даже тогда казалось, что злой рок преследовал Гудьира, поскольку братья Райдеры разорились, и было невозможно продолжать дело.
Однако он открыл маленькую фабрику в Спрингфилде (штат Массачусетс), и его шурин мистер Де Форест, состоятельный шерстяной фабрикант, занял место Райдера. Работа по внедрению изобретения продолжалась. В 1844 году процесс был достаточно улучшен, чтобы Гудьир смог, не опасаясь, запатентовать его. Фабрикой в Спрингфилде управляли его братья Нельсон и Генри. В 1843 году Генри открыл ещё одну фабрику и в 1844 году ввёл механическое перемешивание смеси вместо использования растворителей.
В 1852 году Гудьир отправился в Европу, в поездку, которая была запланирована уже давно, где встретился с Томасом Хэнкоком, в то время работающим на Charles Macintosh Company. Хэнкок утверждал, что он независимо открыл процесс вулканизации и получил британский патент. В 1855 году в последнем из трёх патентных споров с британским первооткрывателем резины, Стефаном Молтоном, было заявлено, что Хэнкок всего лишь скопировал Гудьира. Гудьир пришёл на экспериментальное испытание. Если бы Хэнкок проиграл, Гудьир получил бы свой собственный британский патент, позволяющий ему заявить о своих авторских правах. В 1842 году Хэнкок и Молтон исследовали процесс вулканизации, разработанный Гудьиром, но несколько химиков свидетельствовали, что было невозможно определить, как именно была проведена вулканизация. Хэнкок выиграл.

## Метод получения изопрена
Суть метода Гудьира состоит в том, что сначала димеризуется пропилен, а затем полученный продукт подвергается пиролизу.

## Смерть
Гудьир умер 19 июня (1 июля 1860 года), когда поехал повидать свою умирающую дочь. После прибытия в Нью-Йорк он получил известие, что она уже скончалась. Он был убит горем, и в тяжёлом состоянии его отвезли в отель на Пятой Авеню, где он умер в возрасте 59 лет. Он похоронен в Нью-Хейвене.
В 1898, почти через четыре десятилетия после его смерти, была основана компания, названная в его честь, Goodyear Tire and Rubber Company.
26 января (8 февраля) 1976 года Гудьир был среди шести избранных номинантов на включение в Национальный зал славы изобретателей.
В его родном городе Вуберне (штат Массачусетс) есть начальная школа, названная его именем.